# Красноплечий канюк
Краснопле́чий каню́к (лат. Buteo lineatus) — вид хищных птиц из семейства ястребиных. Распространён в Северной Америке.

## Описание

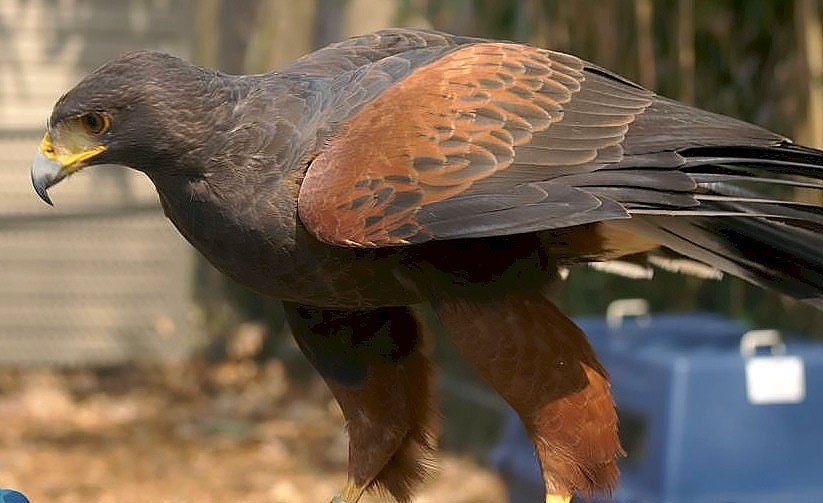

Самцы имеют длину от 38 до 58 см и весят в среднем 550 г. Самки немного крупнее, достигают длины от 47 до 61 см, средний вес около 700 г. Размах крыльев варьируется от 90 до 127 см. Масса взрослых птиц варьируется от 460 до 930 г. Среди стандартных измерений длина кости крыла составляет 28—35 см, хвоста — 16—24 см, цевки — 7,5—9 см. Верхняя часть тела тёмно-коричневая, голова с рыжевато-коричневыми прожилками и более тёмными «усами». Кроющие перья крыльев рыжеватые или кремово-рыжие (красные «плечи»). Первостепенные и второстепенные маховые перья чёрного цвета с заметными белыми полосами. Хвост чёрный с тремя-четырьмя широко расставленными узкими белыми полосками и тонким белым кончиком. Кроме беловатого подбородка и однотонного белого подхвостья, нижняя часть тела беловато-рыжеватая с довольно редкими, но хорошо очерченными тонкими черноватыми прожилками на груди и полосами или пятнами на брюхе и боках; тёмные отметины наиболее выражены у самок и иногда отсутствуют у самцов. Восковица жёлтая, глаза тёмные. Ноги и ступни жёлтые.
У взрослых особей подвида B. l. elegans рисунок на крыльях и хвосте в основном такой же, как у других подвидов, за исключением того, что белые полосы на хвосте немного шире, чем у них, а оперение заметно ярче: сплошные рыжие плечи и ярко-рыжая грудь выглядят без отметин, в то время как нижняя часть груди до боков и брюха довольно плотно испещрена рыжевато-белыми полосками.
Взрослые особи подвида B. l. extimus гораздо бледнее и серее по всему телу: голова от беловатого до сероватого цвета, светло-рыжие плечи хорошо контрастируют с серой верхней частью тела и бледно-рыжие полосы на нижней части тела могут отсутствовать или их немного.
Молодых красноплечих канюков можно спутать с молодыми ширококрылыми канюками, но их можно отличить по их длинным хвостам, серповидным отметинам на крыльях и более размашистому стилю полета (как у настоящих ястребов). В прямом сравнении красноплечий канюк обычно крупнее и длиннее по пропорциям, чем ширококрылый, хотя немного меньше и стройнее, чем большинство других распространенных североамериканских видов рода. Эту птицу иногда также путают с широко распространенным краснохвостым сарычем. Последний более крупный и громоздкий, с более ровными, широкими крыльями, и более бледный снизу, с часто видимым красноватым хвостом. Более склонен к постоянному парению, с крыльями в виде небольшого двугранника.

## Биология
Этот широко распространенный канюк — довольно скрытная птица и обычно держится среди густой растительности, на открытых местах его можно видеть главным образом в зимнее время. 

### Питание
Красноплечий канюк обычно охотится с присады, часто вблизи воды, добывая добычу с земли или поверхности воды, или чуть ниже нее, после короткого нисходящего скольжения с присады. Иногда добывает пищу в воздухе, используя низкий неторопливый полет, чтобы застать жертву врасплох с близкого расстояния. В отличие от многих настоящих канюков никогда не парит в воздухе. Иногда добывает пищу на земле, особенно на берегах рек и вдоль ручьев. В состав рациона входят разнообразная животная пища, в основном, рептилии, амфибии, мелкие млекопитающие и насекомые, в меньшей степени птицы, раки и рыбы; падаль добывается редко. Рептилии представлены в основном змеями среднего размера, а также мелкими ящерицами и молодыми черепахами. К земноводным относятся лягушки и другие виды, размером до лягушки-быка. Среди млекопитающих землеройки часто занимают видное место, а другие, размером с бурундука, встречаются реже. Обычно птиц немного, включая птенцов, но по размеру жертвы достигают взрослой особи обыкновенного гракла, зарегистрировано несколько водоплавающих птиц, возможно, пойманных ранеными. Насекомые, иногда в значительном количестве, представлены в основном крупными прямокрылыми. Другие объекты добычи, такие как крабы, рыба, многоножки, дождевые черви и улитки, обычно добываются лишь случайно.

### Размножение
Сезон размножения на севере ареала приходится на период с апреля—мая до сентября. В других частях ареала может начинаться с марта, а в Калифорнии и некоторых частях самой южной части США приходится на январь/февраль — август/сентябрь. Большое гнездо из веток. окруженный зеленью, сооружается на высоте 5-35 м от земли, но значительно ниже кроны, в главной развилке обычно листопадного дерева, реже в хвойных деревьях и часто вблизи воды.В кладке 2—5 яиц, но в Мексике не более четырёх, а в Техасе и Флориде 2—3 яйца. Инкубационный период продолжается от 32 до 40 дней. Птенцы оперяются через 42—49 дней, но зависят от родителей ещё 17—19 недель.

## Подвиды и распространение
Вид распространён в Северной Америке. Выделяют пять подвидов:
- Buteo lineatus lineatus (Gmelin, JF, 1788) — восток Северной Америки
- Buteo lineatus alleni Ridgway, 1885 — от юга Техаса до Северной Каролины и севера Флориды
- Buteo lineatus extimus Bangs, 1920 — юг Флориды и Флорида-Кис
- Buteo lineatus texanus Bishop, 1912 — от юга Техаса до юго-востока Мексики
- Buteo lineatus elegans Cassin, 1855 — от  юга Орегона до Нижней Калифорнии (Мексика)